# Slate (revista)
Slate es una revista en línea estadounidense que cubre temas de actualidad, política y cultura desde una perspectiva liberal. Fue creado en 1996 por el exeditor de The New Republic Michael Kinsley, inicialmente bajo la propiedad de Microsoft como parte de MSN. El 21 de diciembre de 2004, fue comprada por The Washington Post Company, que luego pasó a llamarse Graham Holdings Company. Desde el 4 de junio de 2008, Slate ha sido administrado por The Slate Group, una entidad de publicación en línea creada por Graham Holdings Company para desarrollar y administrar revistas solo para la web. Slate tiene su sede en Nueva York, con una oficina adicional en Washington.
Una versión en francés, slate.fr, fue lanzada en febrero de 2009 por un grupo de 4 periodistas, entre ellos Jean-Marie Colombani, Eric Leser y el economista Jacques Attali. Entre ellos, los fundadores tienen el 50 por ciento en la editorial, mientras que The Slate Group tiene el 15 por ciento. En 2011, slate.fr comenzó un sitio separado que cubre noticias africanas, Slate Afrique, con un equipo editorial con sede en París.
La revista, que se actualiza a lo largo del día, cubre política, cultura, deportes y noticias. Según Julia Turner, editora de Slate, la revista «no es fundamentalmente una fuente de noticias de última hora», sino que está dirigida a ayudar a los lectores a «analizar, comprender e interpretar el mundo» con una escritura ingeniosa y entretenida. Para mediados de 2015, publicaba alrededor de 1500 historias por mes.
Slate también es conocido (y, a veces, criticado) por adoptar la autodenominada «izquierda del centro». Se financia con publicidad y ha estado disponible para leer de forma gratuita desde 1999, pero con el acceso restringido para lectores no estadounidenses a través de un paywall con límite de artículos gratuitos.